# Nannobotys commortalis
Nannobotys commortalis is een vlinder uit de familie van de grasmotten (Crambidae). De wetenschappelijke naam van deze soort is voor het eerst voorgesteld door Augustus Radcliffe Grote in een publicatie uit 1881.
De soort komt voor in de Verenigde Staten (Californië).